# Nesidiochernes caledonicus
Nesidiochernes caledonicus är en spindeldjursart som beskrevs av Beier 1964. Nesidiochernes caledonicus ingår i släktet Nesidiochernes och familjen blindklokrypare. Inga underarter finns listade i Catalogue of Life.